# トランスラピッド

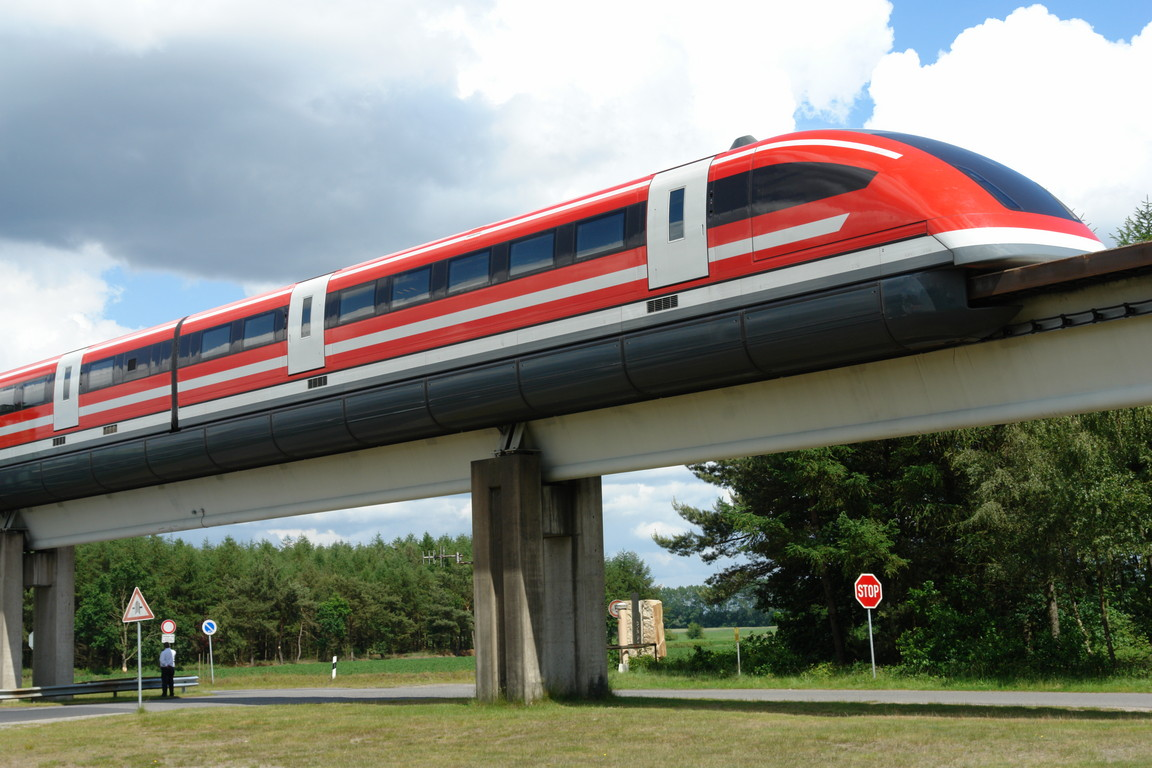
ドイツのエムスラント実験施設でのトランスラピッド09

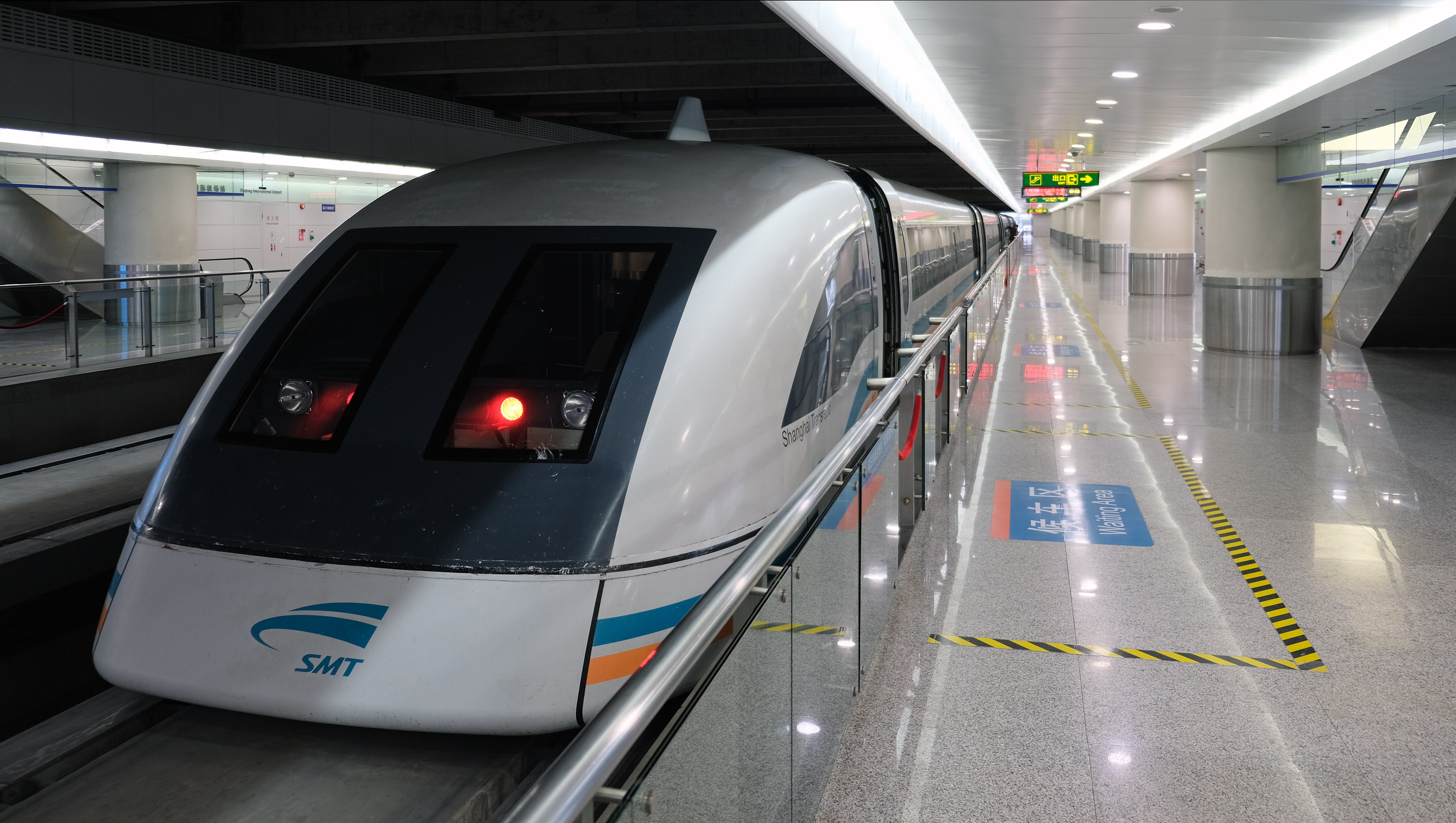
上海のトランスラピッドSMT（フロント）

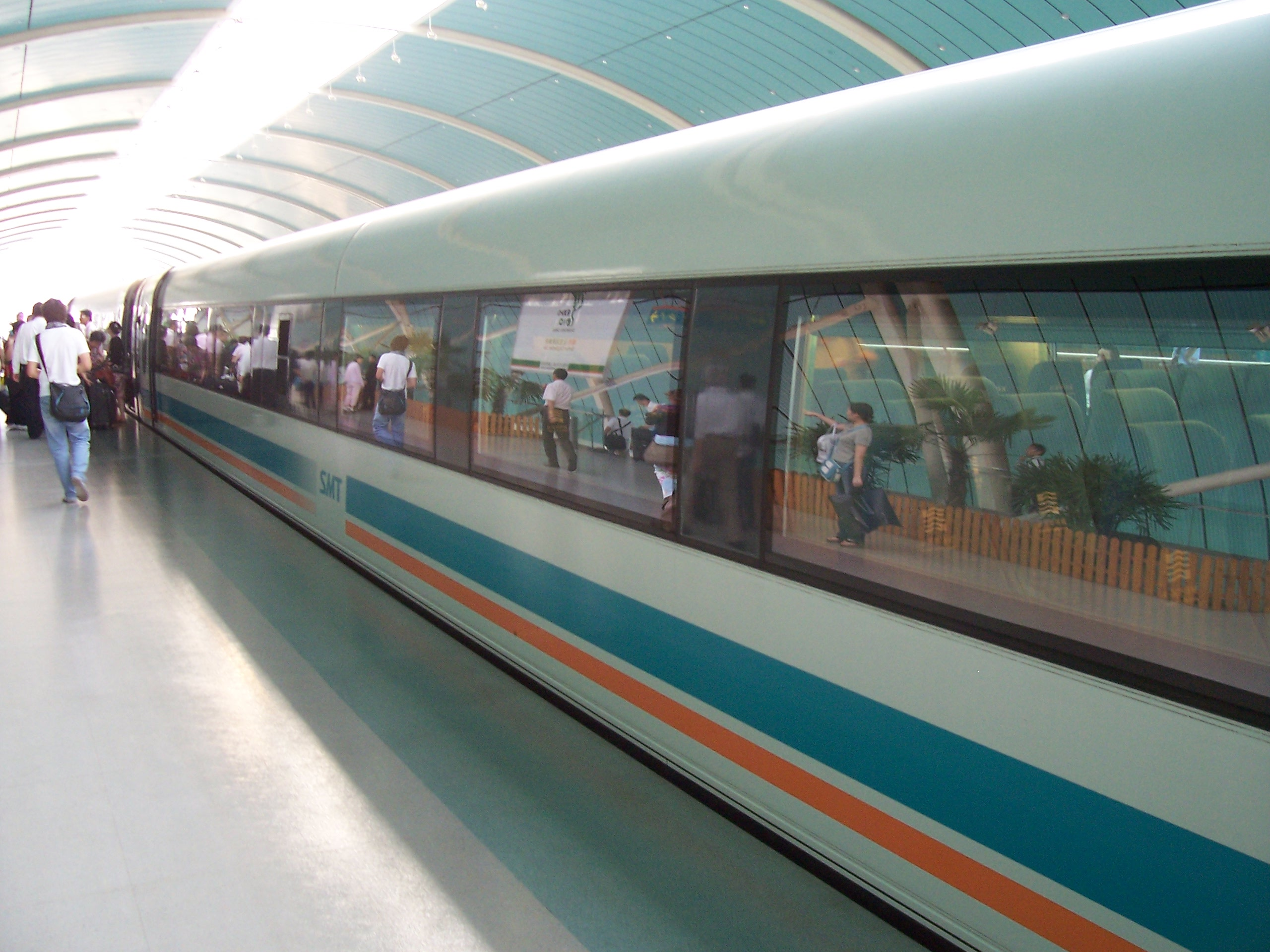
上海のトランスラピッドSMT（サイド）

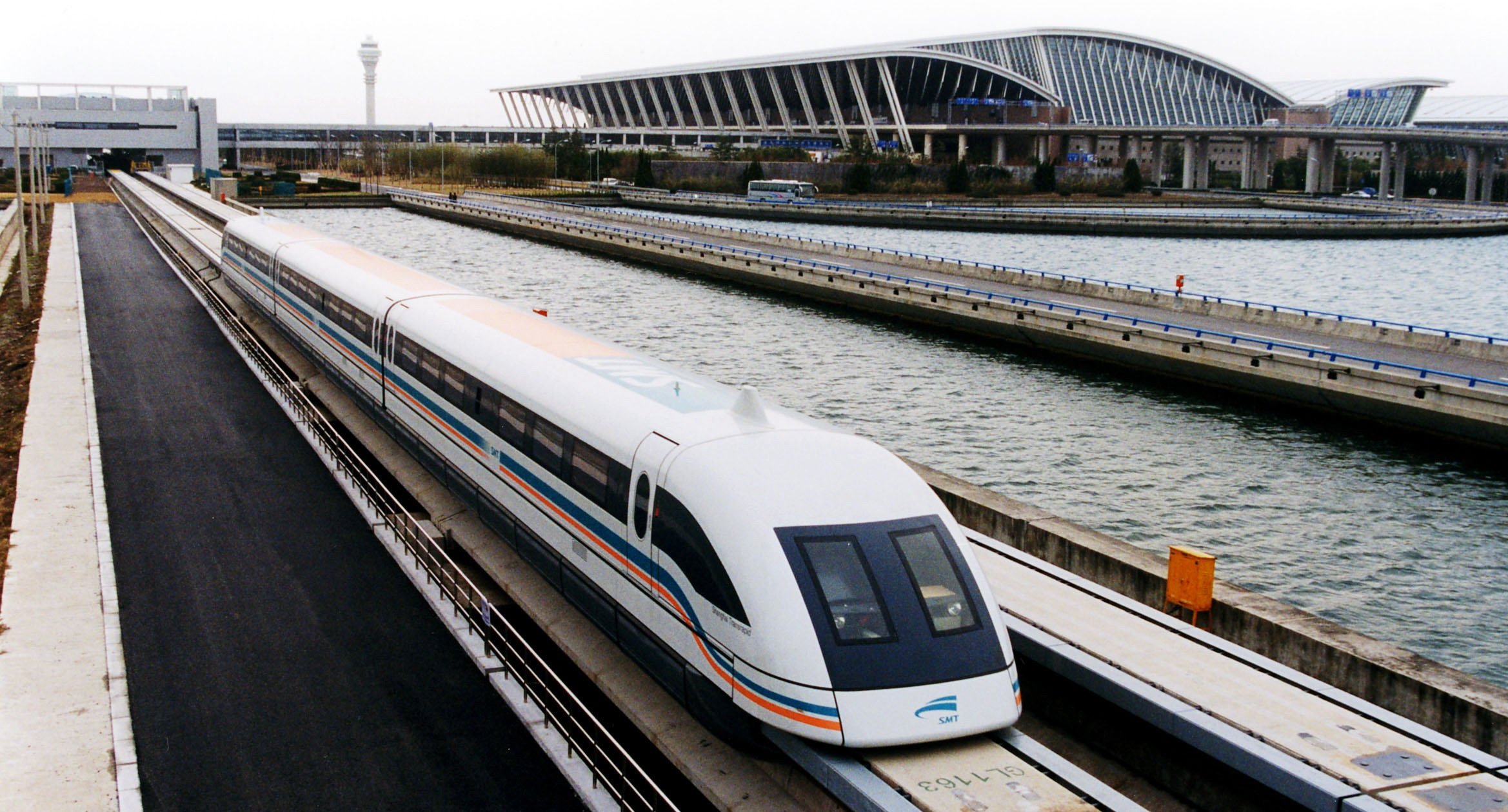
上海のトランスラピッドSMT

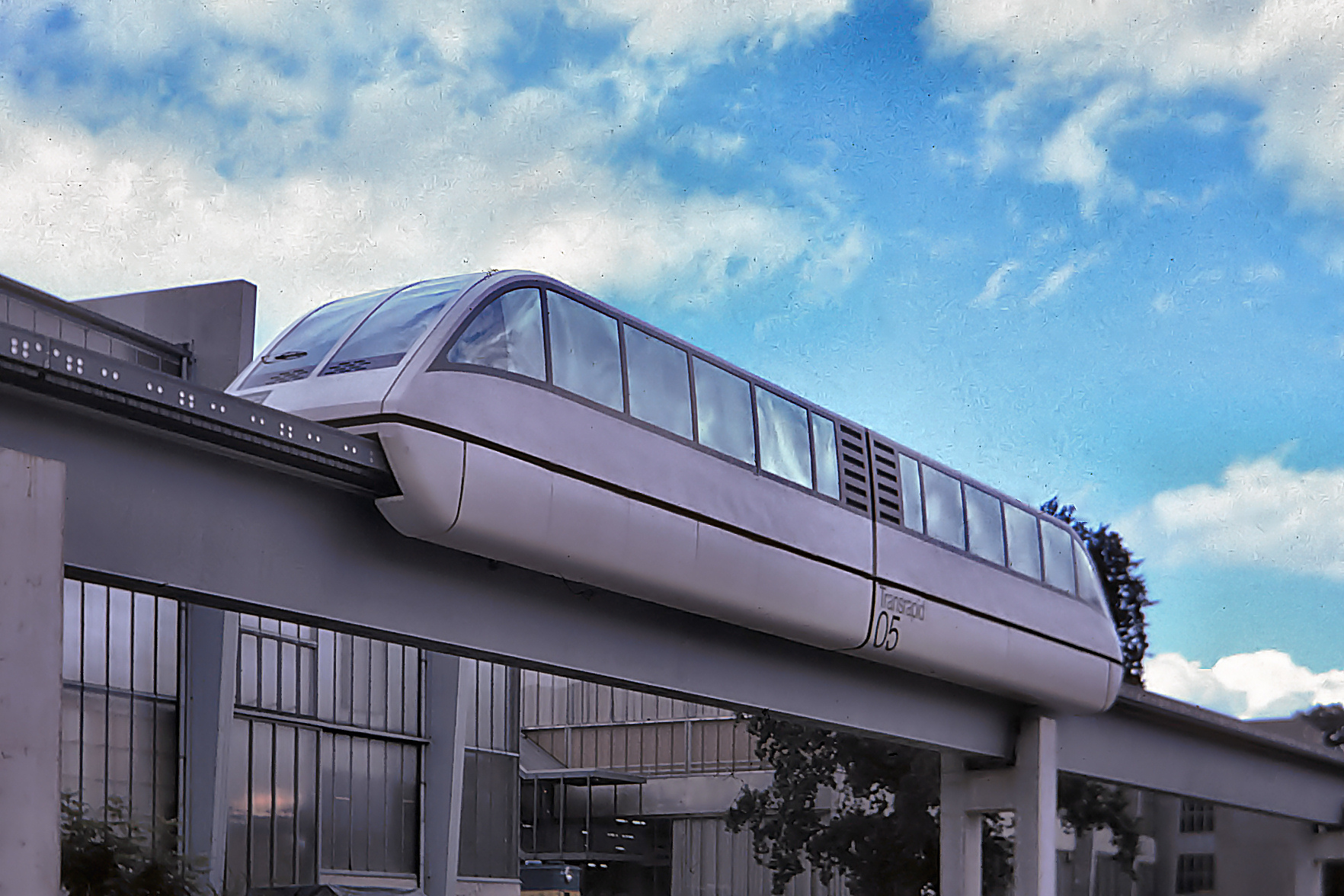
ティッセンクルップのトランスラピッド05

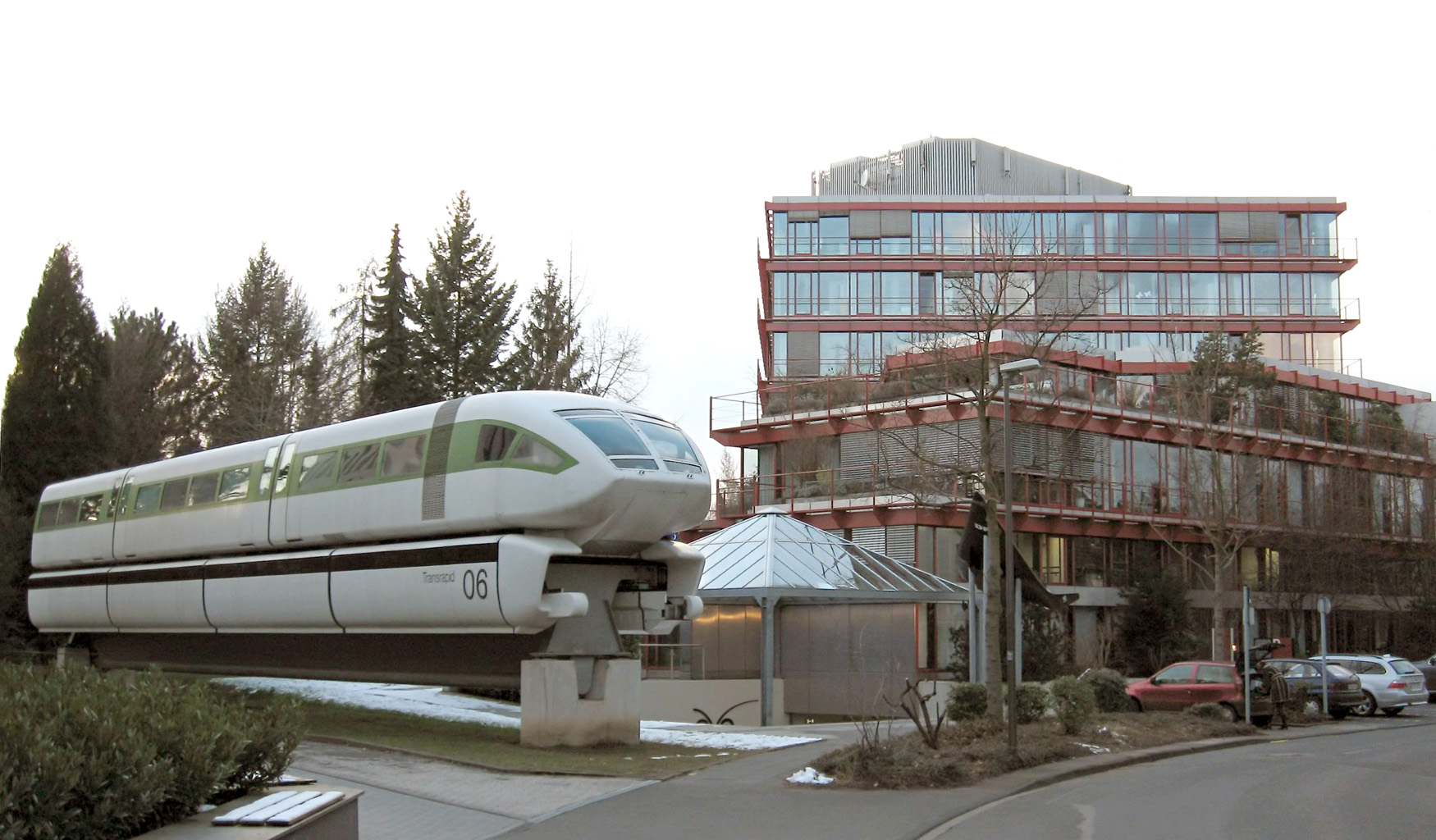
ボンドイツ博物館のトランスラピッド06

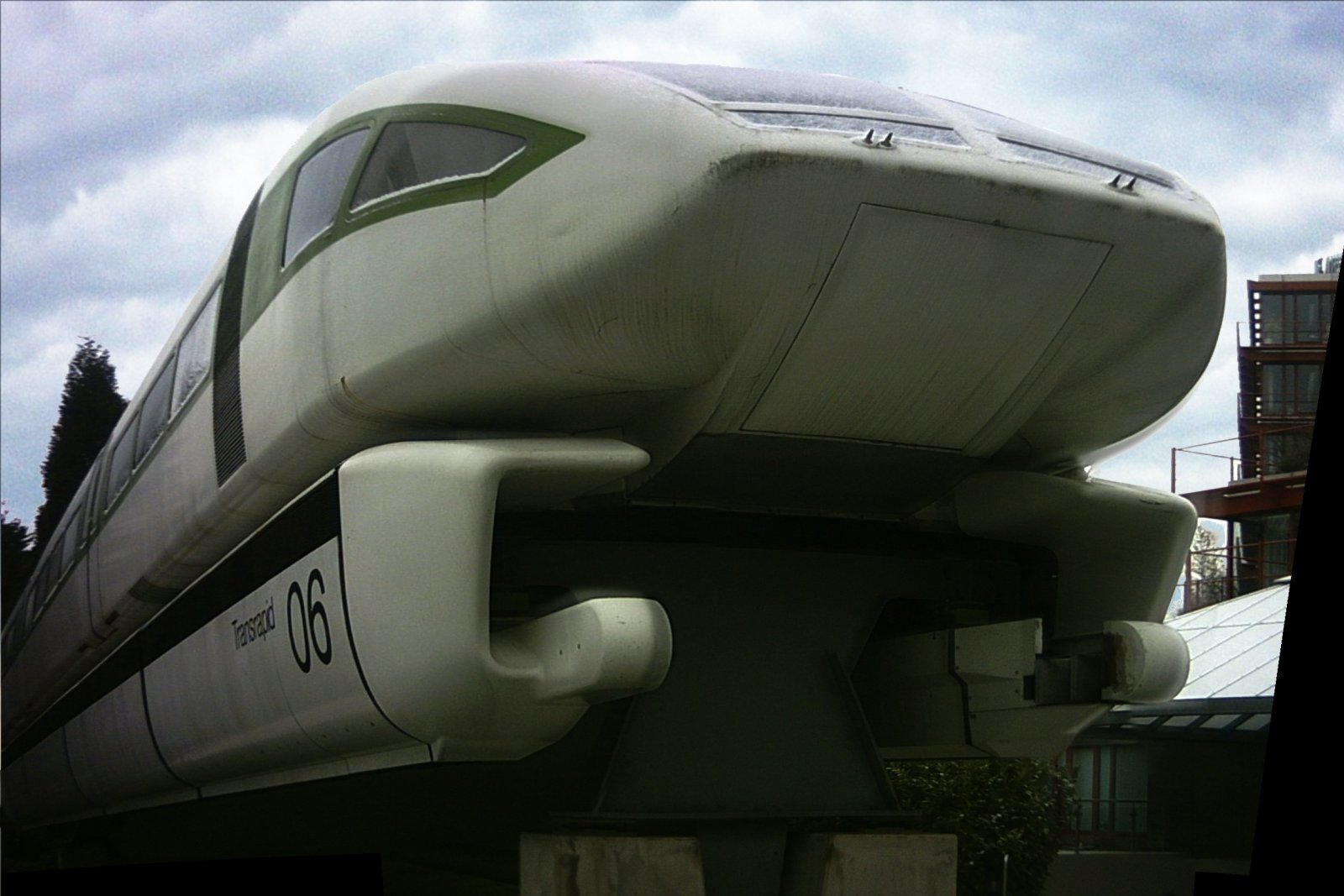
トランスラピッド06

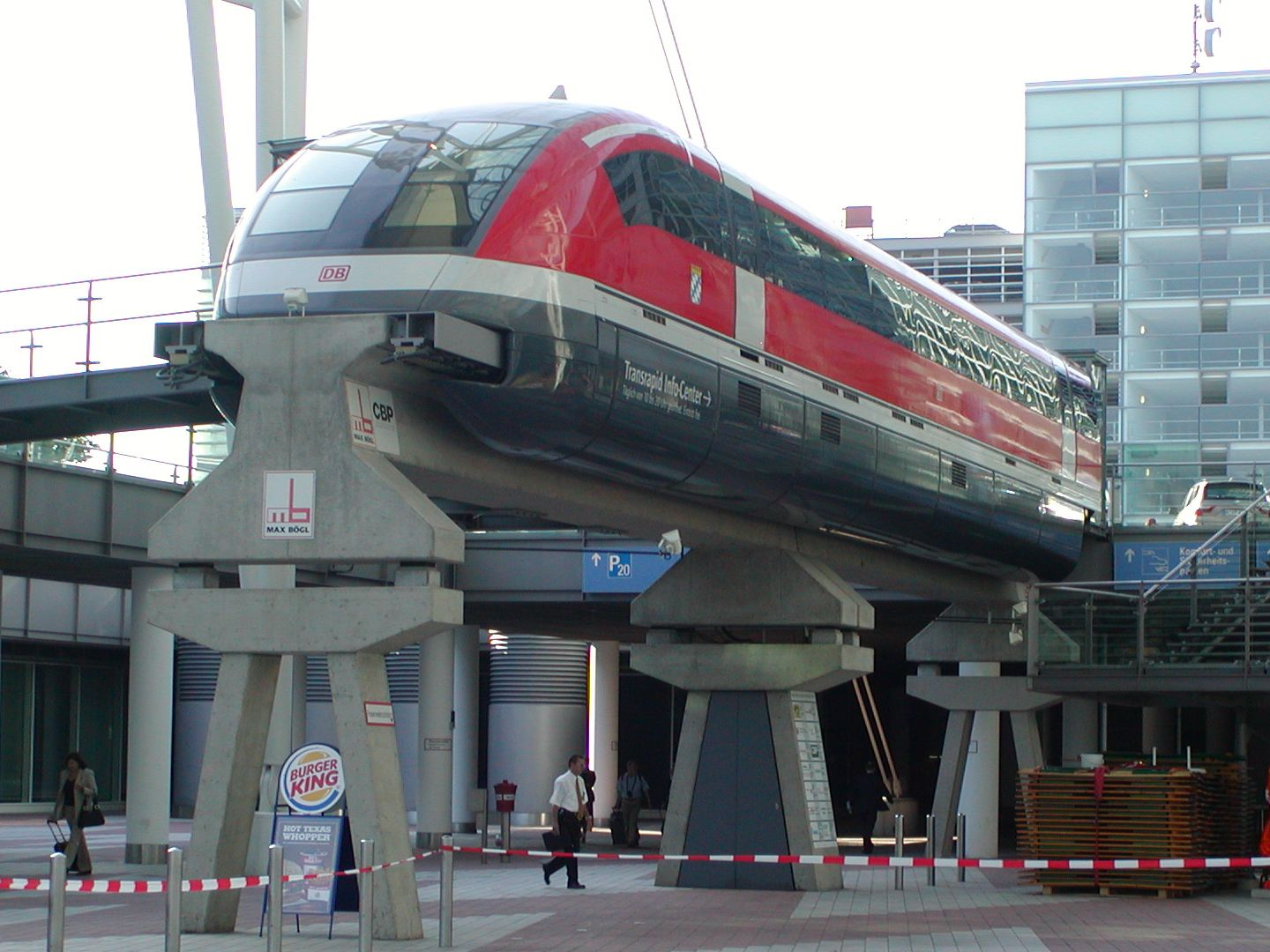
ミュンヘン空港に展示されているトランスラピッド07

トランスラピッド（独: Transrapid）は、ドイツで開発された磁気浮上式の高速モノレールである。1969年に計画が開始され、1987年にはドイツのエムスランドに試験施設が完成した。1991年には、著名な大学と協力したドイツ連邦鉄道により、実用化への技術的な準備が整ったことが承認された。
最後のバージョンであるトランスラピッド09は、500km/h（311 mph）の巡航速度に設計されており、約1 m/s2 (2.24 mph/s)の加速・減速が可能である。
2002年には、初の商業実用化である上海市の高速交通網と上海浦東国際空港を結ぶ30.5 km (18.95 mi)の「上海トランスラピッド」が完成した。トランスラピッドシステムは、長距離の都市間路線にはまだ導入されていない。
このシステムは、シーメンスとティッセンクルップの合弁会社であるトランスラピッド・インターナショナルが開発・販売している。
2011年、エムスラントの試験線路はライセンスの期限切れにより閉鎖された。2012年初頭には、工場を含むエムスラントの敷地全体の解体と建て替えが承認された。2017年9月には、最後のトランスラピッド09をFleischwarenfabrik Kemperの敷地内の会議・博物館スペースとして使用する計画があった。

## 特徴
強磁性体の永久磁石と通常の電磁石を用いている。液体ヘリウム冷却が必要な超伝導電磁石を用いた超電導リニアと比較して、低コストでの導入、運用が可能である。また、超電導リニアと違い、停止時も浮上していることから常時車輪を必要としない。
浮上量は車両側コイルと軌道側の間で、約1cm程度である。このため、軌道の敷設や保守に際して高精度が要求される。また、地震や地盤の変動が避けられない地域においては車両と軌道の接触事故の懸念があり、そのような国土を持つ日本の旧国鉄・現JRでは敢えて難度の高い超電導を利用して浮上量約10cmを確保できる方式の研究開発に取り組んだ、という経緯がある。
ドイツ国内においては主要な都市間において既に従来のICEによる高速鉄道網が整備されつつありトランスラピッドの必要性、優位性は年々減りつつある。その為、高速鉄道のインフラストラクチャの整備が進んでいない新興国への輸出に活路を見出そうとしたが、中国が採用しただけで売り込みは苦戦し、結局開発は2011年に終了した。

## 基本原理

### 浮上
ガイド下部に設置された、ステータ（鉄心コイル）と車両側の電磁石同士の磁気吸引力を利用して浮上する電磁吸引支持方式で、HSSTと同様の方式となっている。しかし磁気浮上による車体支持と推進時の車体案内が分離されている点で異なる。
電磁吸引方式は停止中でも約8mm程度の磁気浮上をさせる特徴を持ち、走行中においてもこの磁気浮上間隔を保つ。そのため、この磁気浮上を保つためには、センサでガイド側ステータと車体側の電磁石とのギャップを常に計測し、電磁石の電流制御（チョッパ制御）を行わなければならない。

### 案内
前述のように車体浮上と案内は分離しており、推進浮上とは別に軌道案内のためのガイド用電磁石が設置されている。浮上と同様に軌道と車両との横方向のギャップをセンサにより測定して、これが一定になるようにガイド用の電磁石の磁力を制御している。

### 推進
リニア同期モータ（リニアシンクロナスモータ）式による推進で、基本原理は超電導リニアと同じである。車両側の電磁石は浮上用電磁石と共通になっており、地上側のコイルの極性切り替えにより推進力を得る地上一次式である。推進力は、車両側の電磁石により進行方向に対して生じた磁界と地上側のコイルに流れる電流との積に比例する。また車両速度は、地上側コイルに供給される交流電流の周波数に比例する。
磁気浮上式鉄道の特徴の一つでもあるが、トランスラピッドは加速性能が極めて高く300 km/hまでの加速に必要な距離が5km（動力集中式のICEは30km 動力分散式のICE3では加速性能は大幅に改善されている）と短い。

### エネルギー条件
トランスラピッドの通常の走行でのエネルギー消費は1区間で推進、浮上、車両制御に50-100 kWである。空気抵抗係数（Cd値）は約0.26である。前面投影面積が16m²で時速400km (111 m/s) での走行に必要なエネルギーは以下の式によって導き出される。:
{\displaystyle P=c_{w}\cdot A_{\rm {Front}}\cdot v^{3}\cdot ({\mbox{Density of surrounding air}})/2}
{\displaystyle {\begin{matrix}P&=&0{.}26\cdot 16\,\mathrm {m} ^{2}\cdot (111\,\mathrm {m} /\mathrm {s} )^{3}\cdot 1{.}24\,\mathrm {kg} /\mathrm {m} ^{3}/2\\P&=&3{.}53\cdot 10^{6}\,\mathrm {kg} \cdot \mathrm {m} ^{2}/\mathrm {s} ^{3}=3{.}53\cdot 10^{6}\,\mathrm {N} \cdot \mathrm {m} /\mathrm {s} =3{.}53\,\mathrm {MW} \end{matrix}}}
他の高速鉄道と比較して電力消費は良好である。効率が0.85で必要な電力は約4.2 MW (5,632 hp) である。浮上、案内に必要なエネルギーは約1.7 kW/tである。推進装置は同様に制動時に電力を電力網へ戻す回生ブレーキの機能も備える。予備電源によって車両の浮上を維持する事が出来ない場合、自然に停止する為に最終手段として非常時には例外的に車両の下に備えられた着地そりによって制動する。

### 市場、生態系への影響
従来の鉄道網と比較してトランスラピッドはより高速で摩擦とそれに伴う磨耗を無くし、それにもかかわらずエネルギー消費と整備の必要性はより少なくする事を企図している。トランスラピッドの軌道はより柔軟で従来の鉄道システムよりも地形への適合性が優れる。1両あたりの積載重量は15tで最高速度は550 km/hで従来の高速鉄道 (200–320 km/h) と航空輸送 (720–990 km/h) の中間に位置する。磁界発生装置はシステムの容量を制限する軌道の重要な推進装置の一部である。
競争の観点からトランスラピッドは独自の解決策である。軌道は推進装置の一部でトランスラピッドの車両と公共施設の運行を可能とする唯一の手段である。車両や複雑な分岐器等の複数の供給先の見通しは無い。

### 費用の比較

#### 軌道の建設費
上海トランスラピッドの総建設費は駅舎と車両を含めて30.5kmで13.3億USドルかかった。複線の1kmあたりの建設費は車両と駅舎を含めて4360万USドル/kmである。これは商用で初めて使用される技術である。中国国内で量産される従来の高速鉄道の建設費は1kmあたり460～3080万USドルで大半は農村部である。（中華人民共和国の高速鉄道を参照）
2008年の時点でトランスラピッドオーストラリアのビクトリア州での複線の建設費は1kmあたり3400万ドルと見積もられている。これは軌道の50%が地上で50%が高架線であると仮定している。2つの駅を含む47kmのリージョナルレールリンクのビクトリア州での建設費と比較すると50億豪ドルまたは1kmあたり1億500万豪ドルである。
以上より特定の用途へのトランスラピッドまたは高速鉄道の軌道のどちらが安いかを述べる事は不可能である。
費用の比較において磁気浮上式鉄道の運行速度はより速いため、結果として同じ車両数で同じ距離を同じ時間内に輸送できる量はより多い事を特筆すべきである。特定の計画における費用の比較においてトランスラピッドシステムの急曲線通過能力と急勾配登坂能力が大きな影響を与える可能性がある。

#### 車両取得費用
2008年の時点においてオーストラリアのビクトリア州政府の見積もりは1両あたり1650万（近郊用）から2000万（高級）豪ドルである。トランスラピッドの車両の幅は3.7mなので床面積は約92m²で1m²あたり179,000～217,000豪ドルである。
同様にシーメンスで生産されるICEと比較すると費用は1両あたり600万豪ドルである。ICEの車体幅は2.9mなので床面積は72m²で1m²あたり83,000豪ドルである。
これはトランスラピッドの費用は現時点において従来型の高速鉄道であるICE3のおよそ2倍以上であることを示している。しかしながら、UKトランスラピッドによればトランスラピッドの編成は運行速度と加速が速いので効率が2倍以上である。これらの事例調査によると従来の高速鉄道の44%の車両本数で同じ輸送量をまかなえるとされる。

#### 運行費用
トランスラピッドはシステムの特性として非接触なので摩擦、磨耗が無いので従来の高速鉄道と比較して整備費が大幅に少ないと主張する。

## 車両技術

### ブレーキ
ブレーキは地上側の電磁石による回生ブレーキを採用し、省電力化を図っている。緊急用として車両側にブレーキ用スキッドが用意されており、緊急時にはスキッドを軌道に接地させて停止する。

### 集電
走行時は、電磁誘導の原理を利用して車両側へ非接触給電が行われる。車両速度が約100 km/h以上になると車内に必要な全ての電力を供給できる。低速時にはバックアップバッテリーでサポートし、駅に停止する場合には接触集電でバッテリーに充電する仕組みになっている。

### その他
後述する位置検知のためにミリ波によるデータ伝送のためのアンテナが車両先頭の屋根に取り付けられている。

## 地上設備

### 軌道
T字型断面をした変形モノレールを採用している。T字の丁度軒下部分にマグネットを設置。これにより風雨などの周囲環境からの影響を最小限に抑える工夫がなされている。また、ガイド用としてガイド側面に鉄製のガイドレールが設置されている。

### 位置検知
位置検知はINKREFAというシステム名を付与している。地上一次のリニア同期モータ制御のため、正確な車両の位置を地上側の装置で検出する必要があり、位置検知には非常に高い精度（モータコイルの極ピッチ相当の精度）が求められる。トランスラピッドでは、軌道側に取り付けられた位置基準突起板を車両側のセンサが検知。突起板を基準として磁束の変化を観測して絶対位置の検知を行っている。車両側で検知した位置データは車両に取り付けられているアンテナを介して無線（ミリ波）で地上設備に送信している。

### 環境・人体への影響
騒音は、400 km/h運転時でも89 dB程度で、300 km/h運転時のTGV (92 dB) より低いとしている。
磁気浮上式鉄道では磁力線の影響が人体へ与えることが懸念されているが、トランスラピッドが外部に放出する磁力線は100μTesla程度（ブラウン管テレビの1/5程度）と説明されている。

## 開発組織
現在は、ドイツ政府、ドイツ鉄道、シーメンス、ティッセンクルップの官民で出資したトランスラピッド・インターナショナルが開発主体である。元は、モノレールで知られるALWEG社が研究していたもので、1969年に旧西ドイツ政府が重機械メーカー、クラウス＝マッファイ社に委託して開発が始まった。

## 実験車両

### TR-05
- 車両長さ - 26m
- 車両重量 - 30.8t
- 座席数 - 68席
- 編成 - 1両

### TR-06
- 設計最高速度 - 400 km/h
- 車両高 - 4.2m
- 長さ×幅 - 27m
- 幅 - 3.7m
- 車両重量 - 51.2t
- 編成 - 2両
- 座席 - 96席 x 2両

### TR-07
- 設計最高速度 - 500 km/h
- 車両高 - 4.08m
- 車両長さ - 25.5m
- 幅 - 3.7m
- 車両重量 - 46t
- 編成 - 2両
- 座席 - 100席 x 2両

### TR-08
- 設計最高速度 - 500 km/h
- 車両高 - 4.2m
- 幅 - 3.7m
- 編成 - 15両

### TR-09
2007年9月に一般公開された。
- 設計最高速度 - 505 km/h（営業最高速度350 km/h）
- 車両高 - 4.25m
- 車両長さ - 25m（3両で25.8m）
- 編成 - 3両 - 5両
- 座席 - 222人
- 座席 - 全体では412人輸送可能

## 歴史
1922年にドイツの磁気浮上式鉄道の父と呼ばれるヘルマン・ケンペルが磁気浮上式鉄道の研究を始める。1934年にケンペルは磁気浮上鉄道の基本特許 (DPR 643 316) をドイツで取得。
研究が本格化したのは1960年代に入ってからで、西ドイツ（当時）は国家的支援を積極的に行う。メッサーシュミット・ベルコウ・ブローム (MBB) 社が1966年から本格的に研究を始め、1971年、Prinzipfahrzeug（車上一次リニア誘導モータ）が90 km/hの記録をつくる。また、1975年にCometが14mmの電磁吸引浮上で水蒸気ロケット推進ながら401.3 km/hの記録をマークした。またシーメンス社を中心として超電導による電磁誘導式浮上のEET-01を1974年に280mの円形軌道で230 km/hまで走行確認が行われた。
1969年、TR・プロジェクトは西ドイツ研究技術省からクラウス＝マッファイ社へ委託される形で研究開発を開始。試作機のTR-02号機が1971年に164 km/hでの走行に成功した。
西ドイツ政府はそれまでTSST、M-Bahn、EET、COMETなどバラバラに行われていた磁気浮上式鉄道のプロジェクトの一本化をはかり、1978年にトランスラピッドを中心とした高速輸送の技術開発プロジェクトへと集約される。
1979年に、西ドイツのハンブルクで開催された国際交通博覧会 (IVA79) でTR-05による一般試乗が行われる。3週間の会期中、50,000人以上の乗客を輸送した実績を作った。
1980年からエムスランド実験線の建設が始まり、1983年に完成。TR-06による走行試験が始まる。1988年にはTR-06を使用し有人で412.6 km/hを達成（当時世界最高）。
1988年、ハンブルクで行われた国際交通博覧会 (IVA88) でTR-07を公開。1989年12月15日、エムスランドでTR-07により436 km/hを達成、1993年に450 km/hを達成。
2000年6月に上海浦東国際空港のアクセス鉄道としてトランスラピッドの採用が決定。2003年12月に磁気浮上式鉄道としては世界で3番目の営業運転を始める。
2006年9月22日に、エムスランド実験線のラーテン駅近郊にて、試運転中のトランスラピッドが工事用車両と衝突。詳細は後述。世界の磁気浮上式鉄道で、初めて死傷者を出した大事故である。
2008年3月27日、ドイツのティーフェンゼー運輸・建設相は事業費の大幅な増大を理由にトランスラピット路線建設を断念すると発表。
2011年、トランスラピッドの開発が終了。実験線も2014年に取り壊されることになった。

## 火災
2006年8月11日、午後2時20分頃、上海トランスラピッドで走行中の車両から火災が発生した。竜陽路駅で乗客を全員降ろした後、車両を駅から移動させて消火にあたった。この火災で乗客に被害はなかった。

## 事故
2006年9月22日（日本時刻午後5時頃）、エムスランド実験線のラーテン駅近郊にて、試運転中のトランスラピッドが、時速200 km/h前後と推定される速度で工事用車両と衝突、作業員2人と、トランスラピッドに乗車していた見学者らが巻き込まれ、うち23人が死亡、11人が負傷しそのうち10人が重傷。リニアモーターカーとしては初めて死傷者を出した大事故である。原因は、人為的なものと推測されている。

## 他の実用化計画

### 中華人民共和国
中華人民共和国全土に敷設予定の高速鉄道の規格として検討されているが、2006年現在技術移転・特許の問題でドイツ側は消極的な態度をとり続けている。

### ドイツ
1990年代半ばには、ハンブルク - ベルリン間292kmを結ぶ計画があった。1998年に成立した連立政権はこの計画の建設着工を公約として掲げ、2004年頃の開通を目指すとしていたが、2000年の5月に予算のめどが立たず中止となった。
この後、ミュンヘン国際空港 - ミュンヘン中央駅までの37.4kmを営業最高速度300 km/h、所要時間約10分で結ぶことが計画され、2007年9月24日には2014年の営業開始を目指してバイエルン州政府が一度は建設を正式決定した。しかし2008年3月27日、建設費が当初の1.5倍に膨れ上がることなどを理由に、ふたたび建設を断念することとなった。

### ヨーロッパ
イギリス政府によるロンドン - グラスゴー間を500 km/hでバーミンガム、リバプール/マンチェスター、リーズ、ティーズサイド、ニューカッスル、エジンバラを経由する計画があったが2007年7月に却下された（UK Ultraspeedも参照）。ほかにもオランダ国内での計画、およびベルリンと東ヨーロッパ諸都市を結ぶ計画が存在する。
スイスでもベルン - チューリッヒ間、ローザンヌ - ジュネーブ間で検討されている。

### アメリカ合衆国
アメリカ政府はボストン - ニューヨーク - ワシントンやロサンゼルス - ラスベガスなどの鉄道区間を磁気浮上鉄道に置き換える計画MDPを発表。ドイツはこのプロジェクトにトランスラピッドを売り込んでいる。

### イラン
2007年にイランとドイツの企業がテヘラン - マシュハド間をトランスラピッドで結ぶ計画に合意した。マシュハド国際見本市会場の期間中にイラン道路交通省とドイツの企業の間で合意文書に調印された。磁気浮上式鉄道はテヘラン - マシュハド間の900kmの所要時間を約2.5時間に短縮する。ミュンヘンを拠点とするSchlegelコンサルティングエンジニアは彼らはイラン交通省とマシュハドの知事と契約に調印し"我々は準備段階にある。"と述べた。

### その他の計画
アラブ首長国連邦でも検討されている。